# Invasion in der Schweinebucht
Die Invasion in der Schweinebucht war ein von den Vereinigten Staaten organisierter militärischer Angriff kubanischer Exilanten auf Kuba. Sie wurde am 17. April 1961 mit verdeckter Unterstützung der CIA von rund 1300 seit 1959 aus Kuba geflohenen Freiwilligen von Guatemala aus durchgeführt und hatte den Sturz der Revolutionsregierung unter Fidel Castro zum Ziel. Die Invasion markierte einen ersten Höhepunkt der gegen die Castro-Regierung gerichteten Aktionen der USA. Nachdem die US-Regierung vor der Generalversammlung der Vereinten Nationen zunächst jede Beteiligung an der Invasion abgestritten hatte, übernahm Präsident John F. Kennedy vier Tage später die volle Verantwortung.
Die gescheiterte Invasion war nicht nur ein militärisches, sondern vor allem ein politisches Debakel für die Vereinigten Staaten. Neben scharfer Kritik im In- und Ausland und verlorenem Vertrauen in die nur 90 Tage alte Regierung unter Kennedy stärkte sie Castro, der die bereits 1959 eingeleitete kommunistische Ausrichtung der kubanischen Revolution nun offen vertrat. Befürchtungen eines zweiten Invasionsversuchs beschleunigten die weitere Annäherung Kubas an die Sowjetunion bis zur Eskalation in der Kubakrise 1962.

## Hintergrund

### Die Verschlechterung der Beziehungen zwischen den USA und Kuba
Kubas Politik und Wirtschaft wurden bis zur kubanischen Revolution stark von den USA beeinflusst. Auch die Mafia hatte in Havanna einen profitablen Stützpunkt. Nach dem Sturz Fulgencio Batistas ging die US-Regierung davon aus, dass es sich bei der revolutionären Bewegung auf Kuba um einen der zahlreichen Versuche in Lateinamerika handelte, mit sozialer Demagogie neue Herrschaftseliten an die Macht zu bringen (Caudillismo).

### Wirtschaftliche Intervention der USA auf Kuba
Die erste tiefgreifende Maßnahme war die Sperrung der Öllieferungen nach Kuba. Da die gesamte Stromerzeugung Kubas auf Basis der Ölverbrennung erfolgte, hätte dies zum Scheitern der Revolution führen können. Die kubanische Revolutionsregierung gewann schließlich die UdSSR als neuen Erdöllieferanten. Nun wiesen die Vereinigten Staaten die US-Erdölraffinerien auf Kuba an, kein sowjetisches Erdöl zu verarbeiten. Diese Raffinerien verdankten ihre Monopolstellung einem Vertrag, der sie aber auch dazu verpflichtete, Erdöl unabhängig von dessen Herkunft zu verarbeiten. Die kubanische Regierung sah sich angesichts des Vertragsbruchs der Betreiberunternehmen dazu gezwungen, die Raffinerien unter staatliche Zwangsverwaltung zu stellen.

### Die militärische Option
In der Atmosphäre des Kalten Krieges war jedoch eine Kanonenbootpolitik wie vor dem Ersten Weltkrieg nicht mehr möglich, da eine Einmischung in die inneren Angelegenheiten Kubas nach dem Rio-Vertrag von 1947 und der Charta der Organisation Amerikanischer Staaten unzulässig war und unabsehbare geopolitische Reaktionen insbesondere in der Dritten Welt hätte auslösen können.
Die US-Regierung unter Dwight D. Eisenhower ließ die CIA nach den Vorbildern der Operation Ajax von 1953 im Iran und der Operation PBSUCCESS von 1954 in Guatemala einen Putsch vorbereiten. Im Falle eines Hilferufes von der aus Florida eingeflogenen kubanischen Exilregierung hätte sich Vizepräsident Richard Nixon durch einen Militärschlag als Präsidentschaftskandidat profilieren können. Die Vorbereitungen für die scheinbar nur von Exilkubanern durchgeführte Operation konnten jedoch nicht mehr vor der Präsidentschaftswahl 1960 abgeschlossen werden, die der als Nachfolger Eisenhowers kandidierende Nixon knapp verlor.
Kennedy wurde nach seiner Amtseinführung am 20. Januar 1961 von der bevorstehenden Aktion in Kenntnis gesetzt. Am 17. Februar fragte er seine Berater, ob man „den Sturz Castros mit Waffenlieferungen in Verbindung“ bringen könnte: „Könnte man nicht behaupten, das eigentliche Angriffsziel wären moderne Düsenbomber und Raketen, die Amerikas Sicherheit bedrohten?“ Der Plan eignete sich jedoch nicht für die Situation im Jahr 1961, da Kuba zu diesem Zeitpunkt nur wenige sowjetische Waffen besaß. Die kubanische Luftwaffe bestand zunächst aus einigen aus der Batista-Zeit verbliebenen Bombern vom Typ Douglas B-26C Invader, Jagdbombern vom Typ Hawker Sea Fury FB.11 sowie Strahltrainern vom Typ Lockheed T-33A, die erst später durch sowjetische Typen ersetzt wurden.
Die einzig politisch international vertretbare Option bestand darin, einen Volksaufstand auszulösen und die kubanische Opposition von kubanischem Territorium aus die USA um Unterstützung bitten zu lassen. Damit wäre der Weg für die Landung des US-Militärs auf Kuba geebnet gewesen.

## Vorbereitung
Im Januar 1960 setzte die CIA eine eigene Abteilung ein, die Western Hemisphere Branch 4 (WH/4) unter Jacob Donald Esterline. Trotz ihres raschen Wachstums – im April 1961 hatte sie bereits 588 Mitarbeiter – stieß sie rasch auf Schwierigkeiten, die Kompetenzstreitigkeiten, Rivalitäten zwischen verschiedenen Standorten und nicht zuletzt die Entschiedenheit der Eisenhower-Regierung zur Ursache hatten, auf keinen Fall einfach nur das offenkundig korrupte Batista-Regime wieder einsetzen zu wollen. Man rekrutierte daher bevorzugt Auténticos des ehemaligen Präsidenten Carlos Prío sowie Gegner des Batista-Regimes, die mit Castros Revolutionsregierung unzufrieden waren. Als politische Gruppierung hinter dem Landungsunternehmen wurde im Oktober 1960 die Frente Revolucionario Democrático (Revolutionäre Demokratische Front, FRD) gebildet, eine Koalition aus vier, später fünf verschiedenen Gruppen von Exilkubanern, die ihren Sitz ursprünglich in Mexiko hatte. Ihr militärischer Arm, die Brigade 2506, bestand aus 1143 Mann. Sie waren zwar vor allem in Miami rekrutiert worden, ihr Training erfolgte aber um die Geheimhaltung zu gewährleisten außerhalb der Vereinigten Staaten, etwa in Panama, Puerto Rico, Nicaragua und vor allem in Guatemala.
Die Kämpfer wurden in Retalhuleu in Guatemala zuerst in Sabotagetechniken ausgebildet. 40 von ihnen wurden heimlich nach Kuba verschifft, wo sie Widerstandszellen aufbauen sollten. Bereits 48 Stunden nach Beginn der Operation 40 war von den Agenten kein Lebenszeichen mehr zu vernehmen.
Auch aufgrund der Zersplitterung der Oppositionsparteien erkannte die CIA, dass eine Revolution von innen praktisch ausgeschlossen war, und trainierte schließlich Hunderte von Exilkubanern, die später als Brigade 2506 bekannt wurde, für eine groß angelegte Invasion mit US-Unterstützung, die den Codenamen Operation Zapata trug.
Aufgabe der exilkubanischen Konterrevolutionäre, zu denen neben vielen Agenten des ehemaligen Geheimdienstes von Ex-Diktator Batista auch Söhne von Großgrundbesitzern gehörten, war es, einen Guerillakrieg zu beginnen und so einen Aufstand der innerkubanischen Opposition auszulösen; anfangs wurde das Landungsunternehmen mit anderen Plänen der CIA koordiniert, Castro mit Hilfe der Mafia vergiften zu lassen. Dies misslang aber ebenso wie die Aufstandsvorbereitung, da das Castro-Regime in den ersten Monaten des Jahres 1961 die Opposition brutal zerschlug und Tausende in Lagern inhaftierte. Der neugewählte amerikanische Präsident Kennedy war bestrebt, die Beteiligung seiner Regierung so wenig offensichtlich wie möglich zu machen, doch der Deputy Director of Plans (stellvertretende Planungsdirektor) der CIA, Richard M. Bissell, überzeugte ihn mit dem Argument, eine Auflösung des Trainingslagers in Guatemala würde verheerend auf alle antikommunistischen Bewegungen in ganz Lateinamerika wirken. Im März 1961 stimmte er der Invasion unter der Maßgabe zu, dass die Kommandanten der Landungsbrigade darüber informiert wurden, dass US-Truppen nicht eingreifen würden: Sie hätten selbst ein nennenswertes Territorium auf der Insel zu erobern, bevor Washington eine neue Regierung Kubas diplomatisch anerkennen könne. Die Kommandanten stimmten zu. Um die Basis des erhofften Aufstands zu verbreitern, wurde die FRD wenige Wochen vor dem Angriffstermin umorganisiert und hieß jetzt Concilio Revolucionario Cubano (Kubanischer Revolutionsrat, CRC). Echte Befehlsgewalt über die Invasionstruppen erhielten sie aber nicht und wurden von ihren amerikanischen Ausbildern oft herablassend behandelt. Dies und Kennedys öffentliche Erklärung vom 12. April 1961, dass „unter keinen Umständen eine Intervention in Kuba durch US-Streitkräfte“ stattfinden würde und die US-Regierung „alles tun wird […], um sicherzustellen, dass keine Amerikaner in irgendwelche Aktionen innerhalb von Kuba involviert sind“, empörten die Führung des CRC.

## Ausführung

### Planung
Die Schweinebucht schien ein idealer Platz für dieses Unternehmen zu sein:
- Sie befindet sich an der Küste des Sumpfgebietes Ciénaga de Zapata, das einen natürlichen Schutz vor militärischen Aktionen der kubanischen Revolutionsarmee bot.
- Sie liegt am Rande des Escambray-Gebirges, von dem aus Konterrevolutionäre noch bis Mitte der 1960er Jahre militärische Aktionen gegen die kubanische Regierung durchführten.
- Sie war nur wenig bevölkert, so dass mit lokalem Widerstand nicht gerechnet wurde.

Der von der CIA ausgearbeitete Plan ging von Geheimdienstberichten aus, die von interessierter Seite, den Revolutionsgegnern auf Kuba, kamen, die alle ihre Hoffnungen auf ein militärisches Eingreifen der USA richteten und deshalb wider besseres Wissen von einer breiten antirevolutionären Stimmung auf Kuba berichteten. Auch die Kampfkraft der im Escambray operierenden Revolutionsgegner wurde übertrieben.
Am 14. April stimmte Kennedy der Durchführung des CIA-Plans endgültig zu, behielt sich aber als Oberkommandierender für den Kriegseinsatz die Entscheidung darüber vor, ob die bereitstehenden Marineeinheiten zum Einsatz kommen.

### Ablauf

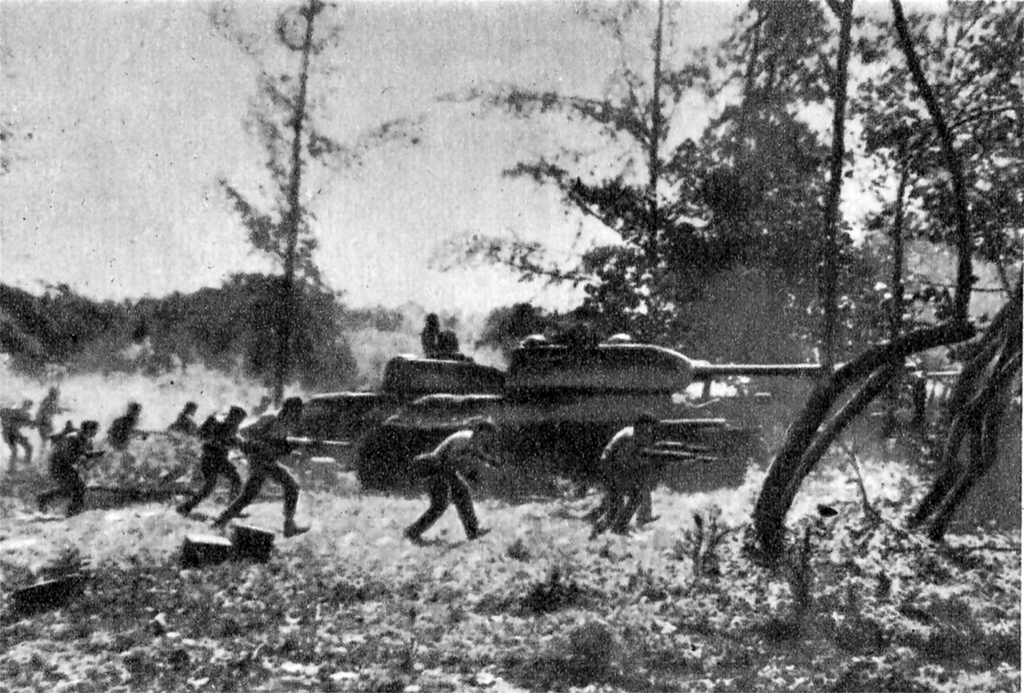
Kubanische T-34 mit Infanterie beim Gegenangriff

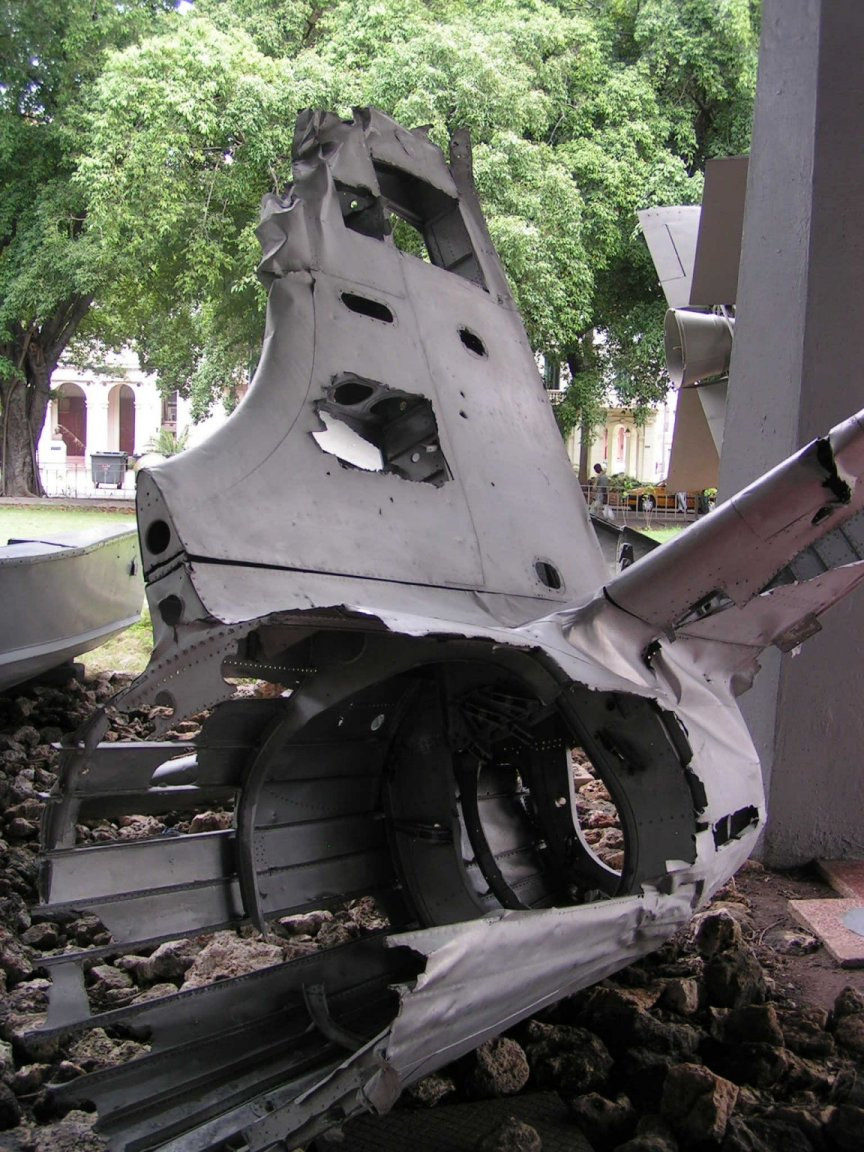
Heck eines der abgeschossenen B-26-Flugzeuge im Revolutionsmuseum in Havanna

Zur Vorbereitung der Invasion bombardierten am 15. April 1961 B-26-Flugzeuge der US Air Force drei kubanische Flugplätze. Die Bomber waren mit kubanischen Hoheitszeichen versehen worden und sollten den Anschein einer Gegenrevolution erwecken. Fünf der US-Bomber wurden von kubanischen Flugzeugen abgeschossen. Der Luftkampf wurde sofort Diskussionsgegenstand in der Vollversammlung der Vereinten Nationen, wo US-Botschafter Adlai Stevenson Mühe hatte, die Linie der US-Regierung zu vertreten. Außenminister Dean Rusk stoppte daraufhin einen zweiten Luftangriff, den Esterline aber zwingend notwendig für einen Erfolg der Invasion hielt. Die CIA-Führung versuchte vergeblich, Präsident Kennedy zu erreichen, der bereits nach Glen Ora ins Wochenende gefahren war, und entschied sich, trotzdem mit der Invasion fortzufahren.
Am 17. April landeten, von ihren Ausbildungslagern in Guatemala kommend, in der Schweinebucht etwa 1300 Exilanten der Brigade 2506 unter dem Kommando von zwei CIA-Beamten und mit logistischer Unterstützung der US-Marine. Obwohl die Kubaner von dem Angriff überrascht wurden, gelang es ihnen, die beiden Munitionsschiffe der Angreifer aus der Luft zu versenken, da ihre Luftüberlegenheit durch ihre Lockheed T-33, Hawker Sea Fury und B-26 intakt geblieben war. Am 18. und 19. April erhielten die Angreifer Luftunterstützung durch B-26-Flugzeuge. Dabei wurde auch Napalm eingesetzt. Zwei B-26 wurden von kubanischen Flugzeugen abgeschossen. Die Besatzungen der abgeschossenen Maschinen wurden als US-Bürger und Piloten der Air National Guard identifiziert. Nach drei Tagen waren die Invasionstruppen von der zahlenmäßig weit überlegenen kubanischen Armee aufgerieben.
Vom 18. April datiert ein Brief an Chruschtschow, in dem Kennedy versicherte: “I have previously stated, and I repeat now, that the United States intends no military intervention in Cuba.”

### Verantwortliche
Der CIA-Mitarbeiter E. Howard Hunt führte unter dem Decknamen Eduardo die Exilkubaner während der Invasion. Vor dieser Invasion hatte Hunt schon den Vorschlag unterbreitet, Fidel Castro töten zu lassen. Später wurde er nach dem Ende seiner CIA-Tätigkeit als Drahtzieher in der Watergate-Affäre bekannt.

### Scheitern
Die Invasion scheiterte, weil es den Exilkubanern nicht gelang, die für die Landung vorgesehene Piste so lange zu halten, dass die „Exilregierung“ aus Miami einfliegen und ihren „Hilferuf“ per Funk absetzen konnte. Damit war die für Kennedy politisch unverzichtbare Voraussetzung für ein Eingreifen der bereitstehenden US-Marineeinheiten nicht gegeben. Die Operation wurde auf Befehl Kennedys gegen den Widerstand der CIA abgebrochen.
Die Gründe für die militärische Niederlage der Exilkubaner waren im Wesentlichen:
- Der Invasionsplan konnte nicht geheim gehalten werden, da viele Teilnehmer im „vertrauten Kreise“ der Lokale von Miami mit ihrer beabsichtigten Teilnahme prahlten.
- Durch die ständigen Sabotageakte und in den kubanischen Luftraum eindringende Flugzeuge aus den USA wurde die kubanische Revolutionsregierung auf die bestehende Invasionsgefahr hingewiesen.
- Die Bevölkerung der Ciénaga de Zapata bestand zum größten Teil aus der ärmsten Bevölkerungsgruppe Kubas, den Köhlern. Sie gehörten zu den ersten Nutznießern der Revolution durch den Bau von Schulen, Gewährung medizinischer Versorgung sowie die Anbindung an die Infrastruktur des Landes. Somit waren sie hochgradig motiviert, sich als erste mit Waffengewalt den gelandeten Truppen zu widersetzen. Dadurch erhielten die Revolutionsstreitkräfte die nötige Reaktionszeit zur Restrukturierung ihrer taktischen und strategischen Reserven.
- Die kubanische Revolutionsarmee hatte gerade einen dreijährigen Guerillakrieg hinter sich und bestand aus hoch motivierten und bestens trainierten Kämpfern.
- Die geplante US-Luftunterstützung wurde von Präsident Kennedy gekürzt mit der Folge, dass nur die halbe kubanische Luftwaffe am Boden zerstört werden konnte. Die einsatzfähigen kubanischen Flugzeuge konnten fünf US-Bomber und zwei Munitionsschiffe zerstören.

Die Gründe für den militärischen Fehlschlag sah der Vereinigte Generalstab unter General Lemnitzer in einer geheimgehaltenen Analyse bereits voraus: „Angesichts des raschen Aufbaus des Militärs der Castro-Regierung und der Schlagkraft ihrer Milizen und angesichts des Fehlens massenhafter Opposition auf absehbare Zukunft erscheint der mögliche Erfolg des paramilitärischen Plans sehr zweifelhaft.“ Dennoch legte Lemnitzer zwei Tage später Verteidigungsminister Robert McNamara eine positive Analyse mit „großer Chance“ vor. Der Sachbuchautor James Bamford vermutet, dass durch das absehbare Debakel der von Zivilisten geleiteten und daher den führenden Militärs suspekten CIA sowie dem gleichfalls beim Militär unbeliebten Kennedy politisch geschadet werden sollte. CIA-Direktor Dulles bedauerte in seinen Aufzeichnungen, Kennedy nicht über seine eigene Skepsis in Kenntnis gesetzt zu haben, und war für den Fall des Scheiterns der Söldner von einem militärischen Eingreifen der USA ausgegangen.
Die Historikerin Rebecca R. Friedman gibt als einen weiteren, das Scheitern begünstigenden Faktor die erst kurz zuvor erfolgte Amtsübergabe von Eisenhower an Kennedy an. Die Unerfahrenheit der neuen Administration und das Trägheitsmoment der Behörden, die noch Leitlinien der Vorgängerregierung folgten, beeinflussten Kennedy bei seinen Entscheidungsprozessen in diese Richtung.

## Folgen

### Gefangene

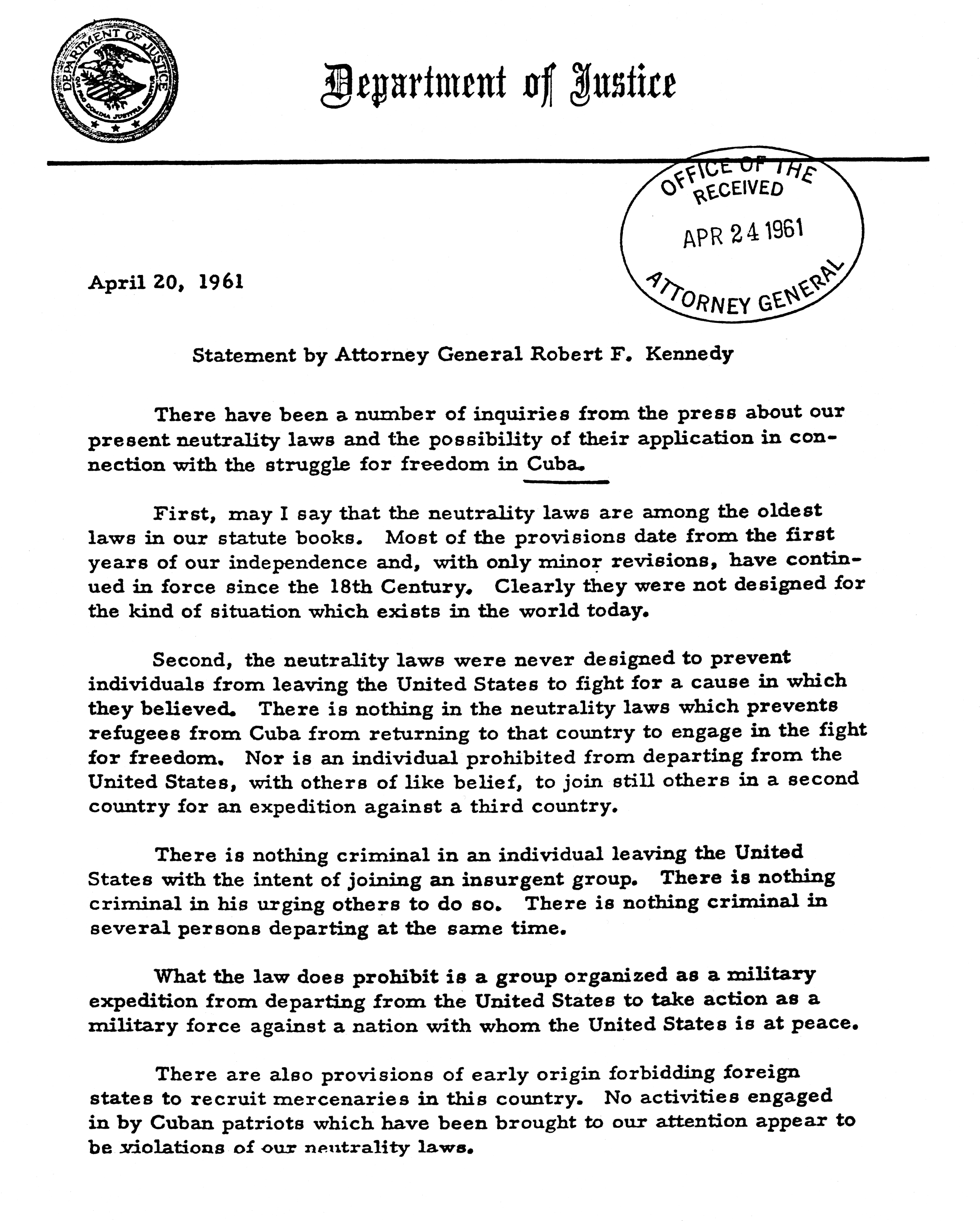
Robert F. Kennedys Statement on Cuba and Neutrality Laws, 20. April 1961

Kuba meldete über 1000 Gefangene, rund 90 Angreifer sollen gefallen sein. In einer öffentlichen Verhandlung wurde den Gefangenen der Prozess gemacht. Zu Weihnachten 1962 erreichte der von Angehörigen der Gefangenen beauftragte Anwalt James B. Donovan nach langen Verhandlungen mit der kubanischen Regierung, dass 1113 Gefangene in die USA ausreisen konnten. Durch mehrere Spendenkampagnen, unter anderem das „Traktoren für den Frieden“-Komitee der Regierung Kennedy, konnte die Lösegeldforderung Castros in Höhe von rund 53 Mio. Dollar durch die Lieferung von Medikamenten und Nahrungsmitteln erfüllt werden.
14 Invasionsteilnehmer wurden von den übrigen Kameraden getrennt und in einem separaten Verfahren für bereits vor der Invasion begangene Straftaten angeklagt. Fünf von ihnen wurden kurz darauf hingerichtet, die übrigen neun zu 30-jährigen Haftstrafen verurteilt. Zwei von ihnen starben im Gefängnis, die letzten zwei kamen 1986 frei.

### Politische Reaktionen

Bunker an der Playa Larga in der Schweinebucht, gebaut zur Zeit des Angriffs der Reagan-Regierung auf Grenada

Blick über die Playa Larga mit Gedenktafel

Auf Antrag Kubas befasste sich die Generalversammlung der Vereinten Nationen mit der Invasion und erinnerte in einer Erklärung am 21. April 1961 alle Staaten an ihre Verpflichtung, zwischenstaatliche Konflikte mit friedlichen Mitteln zu lösen. Nach kubanischen Vorhaltungen hatte der Botschafter der USA jede Verantwortung für den Angriff abgestritten.
Es folgte eine in erster Linie von lateinamerikanischen Ländern ausgehende Welle der Sympathie für Kuba. In Mexiko demonstrierten am 21. April etwa 15.000 Menschen sowie 8000 in Montevideo. Mit der Schweinebucht-Invasion war zum ersten Mal das Vorgehen der US-Regierung gegen nicht genehme Regierungen in Lateinamerika gescheitert, wodurch revolutionäre Bewegungen nicht wie geplant abgeschreckt, sondern ermutigt wurden.
Des Weiteren entstand eine Diskussion über die Rolle von Geheimdiensten in der Außenpolitik der Vereinigten Staaten. Die Verantwortlichkeiten im Kalten Krieg verschoben sich im Folgenden zunehmend zum Verteidigungsministerium. Umfassende Kritik an der CIA übte ihr Generalinspekteur Layman Kirkpatrick 1961 in seiner internen Untersuchung unter anderem an ihrem Selbstbild, ihrer Organisationsstruktur und der konkreten Durchführung des Unternehmens. Als personelle Folgen wurden der CIA-Direktor Allen Welsh Dulles, der stellvertretende Direktor Charles P. Cabell und der stellvertretende Planungsdirektor Bissell entlassen.
Präsident Kennedy distanzierte sich am 27. April 1961 in einer öffentlichen Ansprache vor der American Newspaper Publishers Association (Gesellschaft der amerikanischen Zeitungsverleger) von allen Geheimoperationen und Geheimorganisationen. Die Pressefreiheit sei ein hohes Gut und dürfe nicht eingeschränkt werden. Gleichzeitig bekräftigte er aber seine antikommunistische Grundhaltung und beschrieb den von Moskau gesteuerten internationalen Kommunismus als „monolithische und unbarmherzige Verschwörung, die in erster Linie mit verdeckten Aktionen ihre Einflusssphäre vergrößert“. Sie sei für den Kalten Krieg verantwortlich und stelle nicht nur seine Regierung, sondern auch die amerikanische Presse vor neue, große Herausforderungen.
Präsident Kennedy richtete Ende April 1961 eine Untersuchungskommission ein, die Cuba Study Group, die die Gründe für das Scheitern der Operation herausarbeiten sollte. Zu ihr gehörten General Maxwell D. Taylor, Justizminister Robert F. Kennedy, Allen Dulles, Admiral Arleigh Burke. Über sechs Wochen wurden um die 50 Zeugen befragt. Die Zusammensetzung dieses Gremiums war laut Arthur M. Schlesinger sonderbar, weil Dulles und Burke mit der CIA und dem Joint Chiefs of Staff („Vereinigter Generalstab“) ihre eigene Dienstleistung untersuchten. Am Ende kam der Report zum Schluss, dass die Eisenhower-Administration im November 1960 versäumt hatte, die Operation in den Verantwortungsbereich des Pentagon zu geben. Spätestens zu diesem Zeitpunkt sei klar gewesen, dass die Invasion nicht verdeckt, also unter Geheimhaltung der amerikanischen Beteiligung, durchzuführen war.

## Nachfolgende Operationen der CIA
Nach dem Scheitern der Invasion wurde auf Initiative des Präsidenten Kennedy am 30. November 1961 die Operation Mongoose ins Leben gerufen, die erneut den Sturz der kubanischen Revolutionsregierung zum Ziel hatte. Zudem entwickelte der Generalstab des US-Verteidigungsministeriums 1962 den Geheimplan Operation Northwoods, der durch inszenierte Terroranschläge gegen den zivilen Luft- und Schifffahrtsverkehr innerhalb der USA, für die Castro als Drahtzieher dargestellt werden sollte, vorsah, einen Vorwand zur Invasion Kubas zu schaffen. Am 13. März 1962 wurde dieser Plan Kennedy vorgelegt, der ihn ablehnte, weswegen er nie umgesetzt wurde.

## Rezeption
In den USA gibt es heute im Wesentlichen zwei Ansichten über die Frage, wer den Fehlschlag der Invasion zu verantworten hat:
- Auf der einen Seite stehen die CIA und die Mitglieder der Exilanten-Brigade, die in Kennedy den allein Schuldigen sehen, da dieser nach dem militärischen Scheitern der Invasion den Einsatz von Marinetruppen verweigert hatte.
- Auf der anderen Seite stehen CIA-Kritiker, die dem Geheimdienst vorhalten, Kennedy falsch beraten zu haben. Es gibt auch Stimmen, die behaupten, die CIA habe Kennedy absichtlich unter Druck gesetzt.

Historisch gesichert ist, dass Kennedy sich von der CIA durch die bewusst falsche Darstellung der Stimmung auf Kuba hintergangen fühlte und es Pläne gab, der CIA durch Stärkung der NSA ihren bis dahin unangefochtenen Einfluss auf die US-Regierungspolitik zu nehmen. Der bis heute rätselhafte Mord an Kennedy 1963 wurde immer wieder mit dem seit der Invasion gestörten Vertrauensverhältnis zwischen Kennedy und der CIA in Verbindung gebracht, wofür es allerdings keinen Beweis gibt.
Der Spielfilm Der gute Hirte von 2006 (Regie: Robert De Niro) behandelt die Invasion und schreibt ihr Scheitern dem Sohn des CIA-Gründers zu, da er die Geheimpläne seines Vaters unbewusst an die UdSSR verraten habe.
Des Weiteren beruht die Mission „Operation 40“  im Videospiel Call of Duty: Black Ops von 2010 vage auf den tatsächlichen Ereignisse. Hier gibt es allerdings drei CIA-Agenten und diese töten ein Body Double von Castro.